# منطقه‌های برزیل
منطقه‌های برزیل (انگلیسی: Regions of Brazil) یکی از تقسیمات کشوری برزیل است که شامل پنج منطقه می‌شود.

## منطقه‌ها
| نام                   | جمعیت (۲۰۰۹) | بزرگترین شهر | تعداد ایالت     |
| --------------------- | ------------ | ------------ | --------------- |
| منطقه شمال برزیل      | ۱۵٫۸میلیون   | مانائوس      | ۷               |
| منطقه شمال شرقی برزیل | ۵۳٫۵ میلیون  | سالوادور     | ۹               |
| منطقه مرکز-غرب برزیل  | ۱۳٫۶ میلیون  | برازیلیا     | ۳ + ناحیه فدرال |
| منطقه جنوب شرقی برزیل | ۸۰٫۷ میلیون  | سائو پائولو  | ۴               |
| منطقه جنوب برزیل      | ۲۷٫۳ میلیون  | کوریتیبا     | ۳               |